# Eystein Eggen
Eystein Eggen, (ur. 5 stycznia 1944 w Oslo; zm. 19 listopada 2010) – norweski pisarz.
W 1993 zadebiutował autobiografią Chłopiec z Gimle, która pozwoliła mu uzyskać w 2003 roku tytuł "profesora państwowego" (State Scholar). Rzecznik parlamentu określił go jako "symbol całej generacji".